# Hermann Max
Hermann Max (Goslar, 1941) est un chef de chœur allemand.
En 1977, il fonde le Jugendkantorei Dormagen, qui, en 1985, est devenu la base de la Rheinische Kantorei et Das Kleine Konzert. En 1992, il fonde le festival de musique ancienne du monastère de Knechtsteden.
La Rheinische Kantorei et le Das Kleine Konzert sous la direction de Max, ont réalisé une discographie de plus de cent enregistrements, mettant l'accent sur le répertoire choral l'allemand, en particulier celui de la famille Bach, avec J. S. Bach, W. F. Bach, W. F. E. Bach, J. C. F. Bach, J. C. Bach, C. P. E. Bach et les plus lointainement liés avec, J. L. Bach et le dernier compositeur de la dynastie, J. M. Bach le jeune, mais également Telemann, Graupner, Hummel, Naumann, Andreas Romberg, Johann Heinrich Rolle parmi d'autres.